# James Spedding
Pour les articles homonymes, voir Spedding.
James Spedding (28 juin 1808 – 9 mars 1881) est un auteur britannique, principalement connu comme l'éditeur des œuvres de Francis Bacon.

## Biographie
Il est né dans le Cumberland, fils cadet d'un hobereau de campagne, et fait ses études à Bury St Edmunds et au Trinity College de Cambridge où il obtient un diplôme de deuxième classe en tripos classiques, est apôtre de Cambridge et junior optime en mathématiques en 1831. En 1835, il entre au ministère des Colonies, mais il démissionne de ce poste en 1841. En 1842, il est secrétaire de Lord Ashburton pour sa mission américaine et, en 1855, il devient secrétaire de la Commission de la fonction publique ; mais à partir de 1841, il est constamment occupé par ses recherches sur la vie et la philosophie de Bacon. Le 1er mars 1881, il est renversé par un taxi à Londres et le 9, il meurt d'érysipèle.
L'édition majeure de Spedding des œuvres de Bacon commence en 1847 en collaboration avec Robert Leslie Ellis et Douglas Denon Heath. En 1853, Ellis doit confier le travail à Spedding, avec l'aide occasionnelle de Heath, qui édite la plupart des écrits juridiques. Les Œuvres sont publiées en 1857-1859 en sept volumes, suivies de la Vie et des Lettres (1861-1874). 
En 1853, Delia Bacon se rapproche de Spedding avec la conviction que Francis Bacon joue un rôle déterminant dans la paternité des œuvres de Shakespeare (voir Paternité shakespearienne). La première réaction de Spedding est « un étonnement muet » ; mais à des occasions ultérieures, il exprime clairement sa défaveur de l'hypothèse baconienne et explique certaines des raisons de bon sens qui s'y opposent. Spedding est la première personne à reconnaître la main de John Fletcher dans Henry VIII de Shakespeare — son « Qui a écrit Henry VIII ? » parait en 1850. il est également l'une des premières personnes à percevoir la main de Shakespeare dans les ajouts de Sir Thomas More.
Spedding souligne avec humour son dévouement à Bacon dans le titre de l'une de ses œuvres non baconiennes, Revues et discussions, littéraires, politiques et historiques, sans rapport avec Bacon (1879).